# Etheirophora bijubata
Etheirophora bijubata är en svampart som beskrevs av Kohlm. & Volkm.-Kohlm. 1989. Etheirophora bijubata ingår i släktet Etheirophora, klassen Sordariomycetes, divisionen sporsäcksvampar och riket svampar.   Inga underarter finns listade i Catalogue of Life.